# Heroes of Might and Magic II: The Succession Wars
Heroes of Might and Magic II: The Succession Wars est un jeu vidéo de stratégie au tour par tour développé par New World Computing et publiée par The 3DO Company en octobre 1996 sur PC puis en 1997 sur Macintosh. Il est ensuite porté sur RISC PC par R-Comp en 1998 puis sur Game Boy Color par KnowWonder en 2000. Il est le deuxième épisode de la série et fait suite à Heroes of Might and Magic: A Strategic Quest. Il se déroule dans le même univers médiéval-fantastique et relate les affrontements entre deux frères pour accéder au trône du royaume d'Enroth. Comme son prédécesseur, il combine deux phases de jeu distinctes, une phase stratégique et des combats tactiques, et intègre des éléments de jeu vidéo de rôle. Il apporte cependant plusieurs améliorations avec notamment l'ajout de deux nouvelles factions, le nécromancien et le magicien, d'un nouveau système de magie et de la possibilité d'améliorer certaines créatures.
À sa sortie, il reçoit un accueil très positif des critiques, qui saluent notamment les améliorations qu'il apporte par rapport à ses prédécesseurs au niveau des graphismes, de l'interface graphique et du système de jeu. Rétrospectivement, il est considéré comme étant le titre ayant popularisé la série. Pour surfer sur son succès, 3DO confie à Cyberlore Studios le développement d’une extension, The Price of Loyalty, qui est publiée en avril 1997 et inclut notamment quatre nouvelles campagnes. De son côté, New World Computing en développe une suite reprenant dans les grandes lignes son système de jeu. Baptisée Heroes of Might and Magic III: Restoration of Erathia, elle est publiée par The 3DO Company en 1999 et ajoute notamment de nouvelles factions et une nouvelle dimension à la carte stratégique avec l’introduction d'un niveau souterrain. À sa sortie, le jeu connait un certain succès critique et commercial et il est généralement considéré comme le meilleur épisode de la série. Surfant sur ce succès, New World Computing développe un quatrième épisode, Heroes of Might and Magic IV, qui est publié par 3DO en 2002 et intègre un certain nombre d'innovations par rapport aux trois premiers volet de la série. Après la banqueroute de 3DO en 2003, la franchise est rachetée par Ubisoft qui confie à d'autres développeurs le développement de trois nouvelles suites : Heroes of Might and Magic V (2006), Might and Magic: Heroes VI (2011), et Might and Magic: Heroes VII (2015).

## Trame

### Univers
Heroes of Might and Magic prend place dans un monde imaginaire de type médiéval-fantastique appelé Enroth et peuplé de créatures issues des mythes et des légendes.

### Scénario
Au terme de la campagne de Heroes of Might and Magic: A Strategic Quest, Lord  Morglin Ironfist parvient à unifier le monde d’Enroth et à y instaurer la paix. Plusieurs années après, il meurt de vieillesse, laissant dernière lui deux héritiers, ses fils Roland et Archibald. Le mage chargé de choisir son successeur meurt malheureusement au cours d’un naufrage, peu de temps avant de désigner qui de Roland ou Archibald deviendra roi d’Enroth. Il en est de même pour ses successeurs, qui meurent tous dans d’étranges circonstances : l’un tombe par une fenêtre, un autre est tué par un dragon et un dernier est empoisonné. Accusé par Archibald d’être le responsable de leurs morts, Roland s’enfuit alors du château, donnant à Archibald l’occasion d’influencer le nouveau mage pour se faire proclamer roi d’Enroth. Une guerre débute alors entre les deux frères pour le contrôle du royaume.

## Système de jeu
Heroes of Might and Magic II est un jeu de stratégie au tour par tour, parfois classé dans le sous-genre des jeux 4X. Le jeu intègre également des éléments de jeu vidéo de rôle bien que le joueur y commande des armées, et non simplement un ou plusieurs aventuriers comme dans un jeu de rôle classique. Comme ses prédécesseurs, King's Bounty et Heroes of Might and Magic, il propose deux phases de jeu distinctes : une phase stratégique (écran d’aventure) où le joueur déplace son héros sur la carte et gère ses cités et ses ressources, et une phase tactique (écran de combat) prenant place sur un plateau divisé en cases hexagonales sur lequel se déroulent les affrontements,.

### Aventure

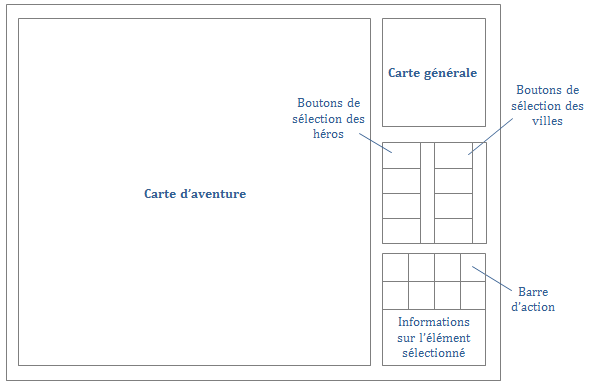
Schéma de l'interface de l'écran d'aventure.

Sur l’écran d’aventure, le joueur dirige son armée afin de récupérer des trésors et de prendre le contrôle de cités, de châteaux et de sites de production générant des ressources. Grâce à ces ressources, il peut développer les infrastructures de son château ou recruter des créatures pour renforcer l’armée de son héros. La phase stratégique se déroule au tour par tour, chaque tour correspondant à une journée. Au début de chaque jour, les joueurs engrangent une certaine quantité d’or et de ressource en fonction des cités et des mines qu’ils contrôlent et, au début de chaque semaine, de nouvelles créatures peuvent être recrutées. Le joueur ne peut effectuer qu’un certain nombre d’action par jour. Les déplacements d’un héros dépendent ainsi du nombre de points de mouvement dont celui-ci dispose et le joueur ne peut construire qu’un nouveau bâtiment par tour dans chaque cité. Chaque joueur débute généralement la partie avec un héros, accompagné de quelques créatures, ainsi qu’avec une cité. Un brouillard de guerre recouvre au départ toute la carte mais celui-ci disparait au fur et à mesure que les héros du joueur l’explorent. Ce dernier peut ensuite voir tout ce qui se passe dans les zones ainsi révélées. En plus d’explorer la carte, les héros peuvent récupérer des trésors et des artefacts, visiter des bâtiments neutres pour obtenir des bonus, et prendre le contrôle de mines et de sites de production qui génèrent les différentes ressources qui permettent au joueur de développer son château ou de recruter des créatures. Pour cela, ils doivent souvent combattre des groupes de monstres errants qui contrôlent l’accès à certaines zones de la carte ou à certaines ressources. Une armée ne peut être constituée que de cinq types de troupes, quel que soit le nombre de créatures du même type que compte celle-ci,. En plus du héros qu’il contrôle au début de la partie, le joueur peut en recruter de nouveaux dans les tavernes de ses cités,.

### Héros

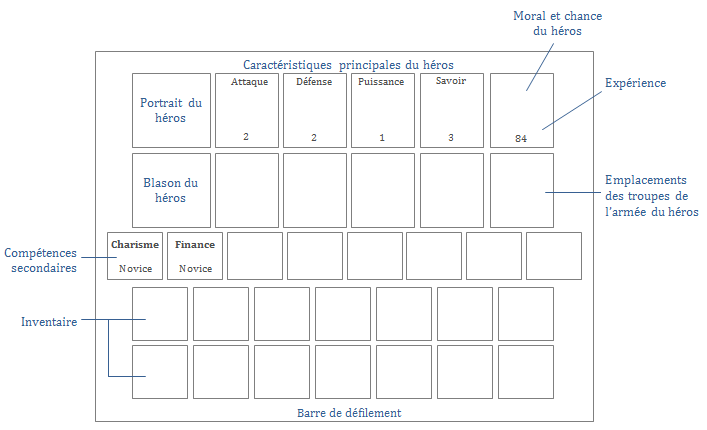
Schéma d'une fiche de personnage avec ses caractéristiques et son inventaire.

Les armées du jeu sont menées par des héros dont les caractéristiques varient selon leur classe (barbare, chevalier, sorcière, mage, nécromancien et magicien). Les statistiques des héros s’améliorent lorsqu’ils gagnent un niveau après avoir accumulé suffisamment d’expérience lors des combats ou dans des lieux spéciaux de la carte comme les camps d'entraînements,. Au passage à un niveau supérieur, le joueur peut également choisir parmi plusieurs compétences secondaires celle qu’il souhaite développer. Un héros peut ainsi apprendre jusqu’à huit compétences, parmi les quatorze disponibles dans le jeu. Ces dernières lui permettent par exemple de convaincre des créatures de se joindre à lui (diplomatie), d’augmenter sa vitesse de déplacement (orientation), de générer des revenus régulier (finance) ou des squelettes après chaque combat (nécromancie),. Chaque compétence a plusieurs niveaux et des bâtiments disséminés sur la carte stratégique permettent d’en apprendre de nouvelles.
Outre ces compétences, les héros peuvent apprendre des sorts qu’ils peuvent utiliser lors des combats ou sur la carte. Ces sorts sont débloqués en construisant puis en améliorant la guilde des mages dans un château. Ils sont classés en cinq niveaux différents, les sorts les plus puissants nécessitant d’apprendre la compétence secondaire de sagesse. Ces sorts permettent par exemple au héros de bénir ou de maudire une unité, voire toutes les unités, de lancer un éclair ou une boule de feu ou de ressusciter des unités. Le sort Armageddon, qui détruit toutes les unités présente sur le champ de bataille, est particulièrement puissant, notamment lorsqu’il est combiné avec des dragons immunisés à la magie. La plupart des sorts sont destinés à être lancés pendant un combat mais Heroes of Might and Magic II introduit de nouveaux sorts utilisables sur la carte stratégique qui permettent par exemple à un héros de laisser des fantômes pour garder une mine ou de déterminer, avant de l’attaquer, si un groupe de créatures rejoindra ses rangs.

### Gestion
Au héros est associé le château correspondant avec sa propre apparence et des bâtiments spécifiques. Les différentes infrastructures qui le composent ont chacune une fonction (bonus de défense, rente journalière, marché pour échanger des ressources...) et certains permettent de recruter des créatures qui rejoindront l'armée du héros contre une certaine quantité d’or,. Le château génère des revenus d’or journalier, qui peuvent être utilisés pour le recrutement, mais construire certains bâtiments et recruter les créatures les plus puissantes nécessite des ressources spécifiques. En plus de l’or, six ressources différentes sont en effet disponibles dans le jeu : le bois, le sulfure, le cristal, le minerai, les joyaux et le mercure. Pour les obtenir, le joueur doit prendre le contrôle de sites de production et de mines disséminés sur la carte en y envoyant son héros. Un drapeau de sa couleur apparaît alors à côté du site et il reçoit une certaine quantité de ressources à chaque tour aussi longtemps qu'un autre héros n'a pas visité le site. Certains des bâtiments permettant de recruter des créatures peuvent être amélioré afin de débloquer des troupes plus puissantes. Ainsi, en améliorant la maison qui produit des vampires, le nécromancien peut recruter des seigneurs vampires qui disposent de plus de points de vie et qui se régénèrent en blessant leurs ennemis. De la même manière, en améliorant le château des nuages, le magicien peut transformer ses géants en titans capable de lancer des éclairs. Le joueur peut aussi renforcer les défenses de son château en érigeant des tours ou en creusant des douves. Dans chaque type de château, le joueur peut en plus acquérir un dispositif défensif spécifique qui donne un bonus aux troupes qui le défendent. Le nécromancien peut ainsi créer au-dessus de son château une tempête qui donne des points de magie supplémentaires à son défenseur, et le barbare peut construire un Colisée qui augmente le moral de la garnison. En l'absence du héros, il est également possible d’assigner un capitaine de garnison, pouvant notamment utiliser des sorts, à la défense d’un château.

### Factions
Six classes de héros sont disponibles dans le jeu – le barbare, le chevalier, la sorcière, le mage, le nécromancien et le magicien – ces deux derniers faisant leur apparition dans ce nouvel opus. À chacun d’eux correspond un château spécifique qui permet de recruter différents types de créatures fantastiques,.
- Le barbare est le personnage qui développe le plus rapidement son château, lequel ne nécessite que peu de ressources spécifiques (uniquement des cristaux). Il est donc particulièrement adapté à des parties courtes et aux scénarios où les ressources sont rares. Ses créatures les plus puissantes, les cyclopes, sont en revanche moins puissantes que celles des autres classes ; elles nécessitent des cristaux pour être recrutées. Outre les cyclopes, le barbare dispose également de loups et d’ogres ainsi que de trolls de guerre qui attaquent à distance.
- Le chevalier peut également développer ses infrastructures très rapidement sans que cela ne nécessite trop de ressources. Il est donc lui aussi adapté aux parties courtes mais ses troupes sont suffisamment solides pour rivaliser avec celles des classes les plus puissantes en fin de partie. Outre ses unités d’élites – les paladins – qui ne nécessitent pas de ressources spéciales, le chevalier peut recruter des paysans, des archers, des piquiers et des cavaliers qui ont l’avantage d’attaquer en premier lors des combats.
- Le château du nécromancien est plus difficile à développer mais ses créatures les plus puissantes, les dragons étiques, ne nécessitent pas non plus de ressources spéciales. Ses unités de base, les squelettes, peuvent être recrutées normalement mais également être générées à l’issue de chaque combat grâce à la compétence de nécromancie. Outre ces derniers, il dispose de momies pouvant maudire leurs ennemis, de vampires capables de voler et des liches dont les attaques à distance font des dégâts de zone.
- Le château de la sorcière offre de nombreuses troupes pouvant attaquer à distance mais son développement coûte cher et ses unités les plus puissantes, les phénix, sont relativement fragiles. La sorcière peut également recruter des fées et des nains, qui sont très lents mais robustes, ainsi que des elfes qui sont de redoutables archers mais qui ne survivent jamais très longtemps. De leur côté, les licornes sont de bonnes créatures polyvalentes et rapides.
- Développer le château du magicien est également difficile et celui-ci met donc du temps à devenir efficace.  Ses meilleures créatures, les titans, sont en revanche les plus puissantes du jeu après les dragons noirs et ils peuvent attaquer à distance. De plus, ses troupes de bases, comme les golems, sont solides et permettent de résister en début de partie. Il dispose également de galopins (des hobbits), de sangliers puissants en attaque mais peu résistants, de rokhs pouvant voler par-dessus les fortifications et de mages qui peuvent attaquer à distance.
- Le château du mage est le plus long et le plus complexe à développer mais il dispose des créatures les plus puissantes du jeu, les dragons. Ces derniers existent en trois couleurs et en plus de voler, ils sont immunisés contre la magie. Le mage peut aussi recruter des centaures, faibles et fragiles, des créatures volantes comme les gargouilles et les griffons, ainsi que de puissantes unités de corps à corps, les minotaures et les hydres.

### Combats
Lorsque deux armées ennemies se rencontrent sur la carte stratégique, le jeu offre la possibilité de laisser l’ordinateur résoudre le combat automatiquement. Sinon, il bascule sur un écran tactique (écran de combat) prenant la forme d'un plateau de jeu divisé en cases hexagonales où chaque groupe de créatures est représenté par une figurine animée,. Le joueur y contrôle ses groupes de créatures dont il peut définir les déplacements et les cibles. Les créatures peuvent attaquer chacune à leur tour, de la plus rapide à la plus lente, et en alternance entre les attaquants et les défenseurs. À chaque tour, le héros peut lancer un sort avec la possibilité d'affecter la même créature avec plusieurs sorts non-contradictoires. Les combats prennent également en compte la chance et le moral des troupes. Un clic droit sur un groupe de créatures permet d’afficher ses caractéristiques : attaque, défense, dégâts, vitesse de déplacement, points de vie, moral et chance. Lorsque le joueur ordonne à une unité d’attaquer, le curseur en forme d’épée change d’orientation en fonction des déplacements réalisés pour rejoindre sa cible. Certaines unités disposent de capacités spécifiques comme la riposte ou le double tir.

### Modes de jeu
Le jeu inclut deux campagnes, qui comptent chacune une dizaine de cartes. Ces deux campagnes peuvent être jouées indifféremment avec Roland ou Archibald, les deux protagonistes du jeu, chacun appartenant à une des nouvelles classes du jeu : nécromancien et magicien. Outre les campagnes, il inclut 36 scénarios prédéfinis. Le jeu propose également un mode multijoueur dans lequel jusqu'à six joueurs peuvent s'affronter par modem, en réseau local ou sur Internet. Il dispose également d'un éditeur de niveaux qui permet de créer ses propres cartes mais pas ses propres campagnes.

## Versions et extension

### Versions
La version originale du jeu, développé par New World Computing, est publiée par The 3DO Company en octobre 1996 sur PC, puis en 1997 sur Macintosh.
Le jeu est ensuite porté sur RISC PC par R-Comp en 1998 puis sur Game Boy Color par KnowWonder en 2000.

### Extension
Le jeu bénéficie d’une extension développée par Cyberlore Studios, les créateurs de l’extension Warcraft II: Beyond the Dark Portal, et publié par The 3DO Company en 1997 sous le titre The Price of Loyalty. Celle-ci inclut deux nouvelles campagnes d’envergure, baptisées Les héritiers et L'archipel. La première propose de gérer l’extension d’un empire et dans la seconde, le joueur doit affronter une horde de magicien. L’extension inclut également deux mini-campagnes, pour un total de 24 nouvelles missions,. Ces dernières sont plus variée que dans le jeu original avec notamment des missions comportant une limite de temps, des missions dans lesquelles le joueur ne peut pas construire de château et doit se contenter de recruter des créatures sur la carte stratégique et des missions où les ressources sont regroupées à l’autre bout de la carte, ce qui oblige le joueur à se servir du marché pour obtenir toutes les ressources dont il a besoin. Outre les campagnes, l’extension inclut vingt nouvelles cartes dont certaines sont prévues pour jouer en équipe. Elle ajoute également quinze nouveaux artefacts, onze nouveaux héros et douze nouveaux lieux permettant entre autres de recruter une plus grande variété de créatures hors des châteaux,. Seul le nécromancien bénéficie d’un nouveau bâtiment, le mausolée, qui améliore la compétence permettent de générer des squelettes. L’extension contient enfin 26 nouvelles scènes cinématiques, jouées entre les différentes missions des campagnes, ainsi que de nouvelles musiques.

### Compilations
Le jeu est réédité par New World Computing en 1998 dans une compilation, intitulée Heroes of Might and Magic II Gold, regroupant le jeu original, son extension et 25 cartes inédites. Il est également réédité en 2002 dans une nouvelle compilation, Heroes of Might and Magic Platinium Edition, regroupant les trois premiers jeux de la série et leurs extensions.

## Accueil

### Heroes of Might and Magic II
| Heroes of Might and Magic II |      |      |
| Média                        | Pays | Note |
| AllGame                      | GB   | 4/5  |
| Computer Gaming World        | US   | 5/5  |
| GameSpot                     | US   | 82 % |
| Gen4                         | FR   | 3/5  |
| Jeuxvideo.com                | FR   | 90 % |
| Joystick                     | FR   | 96 % |
| Mac Addict                   | US   | 4/5  |
| PC Gamer UK                  | GB   | 91 % |
| PC Team                      | FR   | 95 % |
| Univers Jeux & Micro         | FR   | 4/5  |
| Compilations de notes        |      |      |
| MobyGames                    | US   | 84 % |

À sa sortie, Heroes of Might and Magic II est globalement  bien accueilli par la presse spécialisée qui salue notamment les améliorations apportées aux graphismes et au système de jeu de son prédécesseur, son interface facile à prendre en main et son savant mélange entre stratégie, combats tactiques et jeu de rôle. Au niveau de sa réalisation, les critiques mettent d’abord en avant les changements apportés à son aspect visuel qui, pour le journaliste du site GameSpot, constituent « l’amélioration la plus frappante » par rapport au jeu original. Pour lui, le jeu propose en effet des graphismes « plus riches » et des animations « plus détaillées » qui rendent les séquences de combats plus réalistes. De son côté, le magazine Computer Gaming World salue son aspect visuel moins « caricatural » en expliquant qu’il ne souffre pas autant de la comparaison avec Warcraft II que son prédécesseur. Le journaliste de Joystick considère au contraire que ses graphismes stylisés restent « un peu kitch » mais juge qu’ils laissent ainsi « place à l’imagination ». Il salue également ses effets sonores et ses musiques pour conclure que le jeu bénéficie d’un « univers sublime ». De la même manière, le journaliste du magazine Univers Jeux & Micro salue sa réalisation sans reproche, grâce à ses sprites bien animés, à ses nombreux bruitages et à la musique stéréo qui agrémente le jeu. Il regrette cependant qu’il fonctionne sur Windows 95 en expliquant que cela augmente artificiellement la configuration nécessaire pour y jouer.
L’interface graphique du jeu fait l’unanimité dans la presse qui salue son ergonomie et la considère « facile à prendre en main »,. Le journaliste de Joystick note en particulier qu’elle met le jeu à la portée de tous, y compris des débutants, et qu’elle apporte de nouvelles fonctionnalités « très pratiques ». En matière de gameplay, le site GameSpot considère que tous les éléments qui font de Heroes of Might and Magic un jeu « captivant » se voient améliorés dans ce deuxième volet. Le journaliste de Computer Gaming World partage cet avis et note que le principe de base du jeu n’a pas évolué et qu’il reste un « excellent » mélange de tactique, de stratégie et de jeu de rôle. Il met également en avant les améliorations apportées aux systèmes de magie et de combat du jeu original pour conclure que son système de jeu est quasiment parfait. La critique du magazine Joystick salue lui aussi son nouveau système de magie, qu’il juge « bien plus intéressant », mais aussi l’introduction des compétences secondaires des héros qui « étoffent l’aspect jeu de rôle ». Pour le journaliste de Gen4, il n’apporte au contraire pas grand-chose de nouveau par rapport au jeu original et souffre de la comparaison avec Master of Magic car il est « trop simpliste » et « vite répétitif ». Cet avis n’est cependant pas partagé par les autres critiques, celle de Joystick expliquant par exemple que sous son apparente simplicité, le jeu cache en réalité une « grande profondeur ». La campagne du jeu est salué par le journaliste de Computer Gaming World. Celui-ci la juge en effet « mieux intégré » et « plus agréable » que celle du premier volet en raison notamment de son scénario cohérent et d’une progression qui dépend des actions et des choix du joueur. Toujours au sujet de son mode solo, la même critique fait également l’éloge de son intelligence artificielle, qui « joue comme un joueur expérimenté », et celle du magazine Univers Jeux & Micro salue la longévité offerte par la présence d’un éditeur de scénario,. Pour le journaliste de Joystick, c’est cependant en multijoueur que le jeu prend « toute son ampleur ». Sans partager cet avis, les autres critiques saluent également la qualité de ce mode de jeu grâce entre autres à d’excellentes options dédiées et à une certaine facilité d’accès,.
Globalement, le jeu est décrit comme une grande réussite par la majorité des critiques. Pour le journaliste de Computer Gaming World, c’est ainsi un jeu de stratégie « palpitant, stimulant et amusant » qui constitue une nette amélioration par rapport à son prédécesseur et qui ne souffre quasiment d’aucun défaut. De la même manière, la critique de Joystick peine à lui trouver des défauts et conclut simplement que le « plaisir pris à jouer à Heroes est immense ». Pour le magazine Gen4, le jeu est en revanche une déception qui peut intéresser les débutants mais pas ceux ayant déjà joué à son prédécesseur. Cet avis n’est cependant pas partagé par les autres critiques, celle du site GameSpot affirmant au contraire qu’il est « indispensable pour les fans du premier jeu » et qu’il propose une « expérience attrayante » pour les joueurs ne connaissant pas la série.

### The Price of Loyalty
| The Price of Loyalty  |      |      |
| Média                 | Pays | Note |
| Computer Gaming World | US   | 5/5  |
| GameSpot              | US   | 69 % |
| Gen4                  | FR   | 3/5  |
| Joystick              | FR   | 80 % |

À sa sortie, The Price of Loyalty est relativement bien accueilli par la presse spécialisée qui salue notamment la qualité et la diversité des nouvelles campagnes qui permettent de prolonger l’expérience du jeu original. Au niveau de la réalisation, les critiques ne notent aucune amélioration significative mais saluent tout de même l’ajout de nouvelles musiques, en qualité CD, réussies et de nouvelles cinématiques de « belle facture »,. Concernant son système de jeu, la presse juge qu’il conserve l’excellent gameplay de Heroes of Might and Magic II et saluent en particulier les nouvelles campagnes de l’extension. Pour le journaliste de GameSpot, celles-ci propose en effet des objectifs plus variés que celles du jeu original, ce qui oblige le joueur à repenser ses stratégie. Il juge également que, contrairement à la plupart des extensions, leur difficulté est bien dosée et qu’elle offre donc un défi approprié aux vétérans de la série sans pour autant être impossible. Cet avis est partagé par la critique de Joystick qui considère que la difficulté des campagnes est « bien réglé » et que la « durée de vie est au rendez-vous ». Le contenu additionnel est jugé « conséquent » par le même journaliste pour qui l’aspect le plus intéressant de l’extension réside dans les nouveaux lieux et artefacts. La plupart des critiques considèrent que ces derniers sont « plutôt sympa » mais le journaliste de GameSpot regrette l’absence de nouveauté faisant réellement évoluer le gameplay,. Il note en effet que seul le nécromancien bénéficie d’un nouveau bâtiment et que l’extension ne propose pas de nouvelles améliorations ou sorts pour diversifier l’arsenal des autres héros. Dans le même ordre d’idée, le journaliste de Computer Gaming World regrette l’absence d’amélioration du mode multijoueur en expliquant qu’il n’est toujours pas possible de jouer un tour simultanément, ni même d’observer son territoire pendant le tour adverse.
Globalement, la presse salue donc la qualité et le contenu de l’extension malgré quelques défauts. Pour le magazine Computer Gaming World, elle conserve en effet le gameplay addictif du jeu original et est donc fortement recommandé pour tous les fans de stratégie. Le journaliste Joystick partage cet avis et explique que The Price of Loyalty est une extension de qualité, grâce à son contenu conséquent et à son prix raisonnable, pour le meilleur jeu de stratégie au tour par tour de l’époque. Pour le magazine Gen4, l’extension est également une valeur sur qui ne décevra que ceux n’ayant pas apprécié le jeu original. La critique de GameSpot est plus mitigé et note que si l’extension offre un bon moyen de prolonger l’expérience du jeu original, elle n’a en revanche rien à offrir aux joueurs n’ayant pas encore terminé les campagnes de ce dernier.

### Récompenses
- PC Gamer US : Lauréat dans la catégorie « meilleur simulation historique » de l'année en 1996.
- Computer Gaming World : Nommé dans la catégorie « jeu de stratégie de l'année » en 1997[29].
- Computer Gaming World : Introduit dans le Hall of Fame du magazine en décembre 1999[30].

## Postérité
Après la sortie du jeu, New World Computing en développe une suite reprenant dans les grandes lignes le système de jeu de ses prédécesseurs. Baptisée Heroes of Might and Magic III: Restoration of Erathia, elle est publiée par The 3DO Company en 1999 et ajoute notamment de nouvelles factions et une nouvelle dimension à la carte stratégique avec l'introduction d'un niveau souterrain. À sa sortie, le jeu connait un certain succès critique et commercial et il est généralement considéré comme le meilleur épisode de la série. Il a bénéficié de deux extensions, Armageddon's Blade et Shadow of Death, publié respectivement en 1999 et en 2000. Surfant sur son succès, New World Computing en développe une suite, Heroes of Might and Magic IV. Publié par 3DO en 2002, cette dernière inclut quelques innovations, par rapport au gameplay des trois premiers opus de la série, permettant par exemple aux héros de participer aux affrontements.
Après la banqueroute de 3DO en 2003, la franchise est rachetée par Ubisoft qui en tire trois nouvelles suites : Heroes of Might and Magic V (2006), Might and Magic: Heroes VI (2011), et Might and Magic: Heroes VI (2015).